# Skuriaty
Skuriaty – dawna wieś. Tereny, na których była położona, leżą obecnie na Białorusi, w obwodzie witebskim, w rejonie brasławskim, w sielsowiecie Dalekie.
W Skorowidzach z 1924 i 1933 występuje pod nazwą Skuraty.

## Historia
W czasach zaborów w granicach Imperium Rosyjskiego.
W latach 1921–1939 wieś leżała w Polsce, w województwie nowogródzkim (od 1926 w województwie wileńskim), w powiecie dziśnieńskim (od 1926 w powiecie brasławskim), w gminie Bohiń.
Według Powszechnego Spisu Ludności z 1921 roku zamieszkiwały tu 172 osoby, 98 było wyznania rzymskokatolickiego, a 74 prawosławnego. Jednocześnie 71 mieszkańców zadeklarowało polska przynależność narodową, a 101 białoruską. Było tu 38 budynków mieszkalnych. W 1931 w 36 domach zamieszkiwało 176 osób.
Wierni należeli do parafii rzymskokatolickiej w Dalekiem i prawosławnej w Bohiniu. W 1933 miejscowość podlegała pod Sąd Grodzki w Opsie i Okręgowy w Wilnie; właściwy urząd pocztowy mieścił się w Bohiniu.